# 日髙麻鈴
日髙 麻鈴（ひだか まりん、2003年12月1日 - ）は、日本の女優・歌手。女性アイドルグループさくら学院の元メンバー。元アミューズ所属。神奈川県出身。日高麻鈴の「高」ははしご高が正式表記である。

## 略歴
2014年頃にアミューズに所属。
2015年5月6日、恵比寿ザ・ガーデンホールで開催された「さくら学院 2015年度 〜転入式〜」にて、さくら学院へ転入（加入）。クラブ活動（派生ユニット）では、クッキング部（ミニパティ）として活動。
2018年5月6日になかのZERO大ホールで開催された「さくら学院 2018年度 〜転入式〜」にて、初代はみだせ！委員長に就任した。
2019年3月30日に開催された「The Road to Graduation 2018 Final 〜さくら学院 2018年度 卒業〜」をもってさくら学院を卒業した。
2019年5月に公開された「さよならくちびる」で映画に初出演し、さくら学院で同じく2018年度卒業生であった新谷ゆづみと共演した。
2022年1月に公開された「麻希のいる世界」で新谷ゆづみと共に映画初主演を果たした。脚本は「さよならくちびる」の監督の塩田明彦が日髙と新谷への当て書きで書いたもので、両名の役名のファーストネームは「さよならくちびる」と同じだが、両作は物語上は繋がりがない個別の作品である。
2022年4月、現役高校教師ラッパーのアキラメン(Rap&Vo)と2人組音楽ユニット「SCREAM!!」を始動。6日に第一弾「僕らのために」リリース、13日に第二弾「ユリイカ」をリリースした。
2025年4月1日、所属事務所アミューズを3月31日付で退所したことを自身のXアカウントで報告した。翌2日、公式サイトを開設し、同月から本格的に音楽活動を開始することを発表した。

## 人物
血液型はO型。おっとりした性格である。
特技は英語、ダンス、水泳。趣味はエレキギター。生配信番組「さくら学院の顔笑れ!!FRESH!マンデー」中で、さくら学院の楽曲「アイデンティティ」の弾き語りを披露した際は、自身で詞の英訳を行った。
以前所属していたさくら学院のライブイベント『さくら学院祭』内の企画「サクラデミー女優賞は誰だ?!」で、2016年度と2018年度の“サクラデミー女優賞”に選ばれた。2017年度は優勝を逃しているが、この時に優勝者のみがもう一度演技を行う“ウイニング小芝居”にアドリブで乱入した。なお、映画監督の塩田明彦はさくら学院が母体であるBABYMETALの中元すず香のファンであり、さくら学院のライブDVDを見るなどした結果「さよならくちびる」に日髙と新谷ゆづみをキャスティングした。さらに塩田が同作での日髙と新谷のアドリブ対応と日髙の歌声に感銘を受けた事で「麻希のいる世界」が制作された。
人のオーラが見えるなど、不思議な能力を持つというキャラクターを持っており、さくら学院のイベント中の芝居においては、テレパシー、時を止める、タイムリープなどの様々な超能力ネタが生まれた。
シャルルという名の猫（メインクーン）を飼っており、イベントや番組、ブログなどで頻繁に言及されている。

## 出演

### 舞台
- リトル・ショップ・ホラーズ - オードリー3号 役
- 里見八犬伝（2019年10月 - 12月）- ぬい 役
- ホイッスル・ダウン・ザ・ウィンド〜汚れなき瞳〜（英語版）（2020年3月）
- バイ・バイ・バーディー（英語版）（2022年10月 - 11月） - キム・マカフィー 役[24]
- 燃ゆる暗闇にて（2024年10月） - エスペランサ 役[25][26]

### 映画
- さよならくちびる（2019年5月31日、ギャガ）- 麻希 役
- 麻希のいる世界（2022年1月29日公開、シマフィルム）- 主演・牧野麻希 役[27]（新谷ゆづみとダブル主演）
- 映画「美晴に傘を」（仮題）2024年秋公開予定[28]
- 美晴に傘を（2025年1月24日公開、ギグリーボックス） - 美晴 役[29]
- 遺書、公開。（2025年1月31日公開、松竹） - 相畑詩帆 役[30][31][32]

### テレビ番組
- もしも、イケメンだけの高校があったら（2022年1月15日 - 3月19日、テレビ朝日） - 篠原楓香 役 [33]

### Web配信
- アンダー・アワー・マスクス（2020年、YouTube）
- ゆづみとまりんの〇〇したい ー#1.いちご狩りがしたいー（2023年6月23日、Amuse＋）

### ボイスドラマ
- 恋は腐女子の仰せのままに（2022年6月25日） - 九条あかり 役

### 雑誌
- 読売KODOMO新聞（2014年8月21日、9月25日）

### 書籍
- へんで、いいよ（2010年7月10日）

### スチール・広告
- Justin Davis（2012年6月12日、12月3日）
- ヨドバシカメラ
- たまひよ

### イベント
- めざましテレビ presents T-SPOOK 〜TOKYO HALLOWEEN PARTY〜 （2014年10月25日）
- 新谷ゆづみのひとりゴト。公開収録2022（2022年1月30日、TOKYO FM HALL）- トーク・歌唱と演奏・朗読劇を披露